# Le Livre sur la place
Le Livre sur la place est un festival littéraire se tenant à Nancy, le premier salon national de la rentrée littéraire française. Organisé par la ville de Nancy en lien avec l'association des libraires « Lire à Nancy », il a lieu chaque année le deuxième weekend de septembre sur la place de la Carrière. Entièrement gratuit, il accueille plus de 500 auteurs et une centaine d’événements.

## Histoire

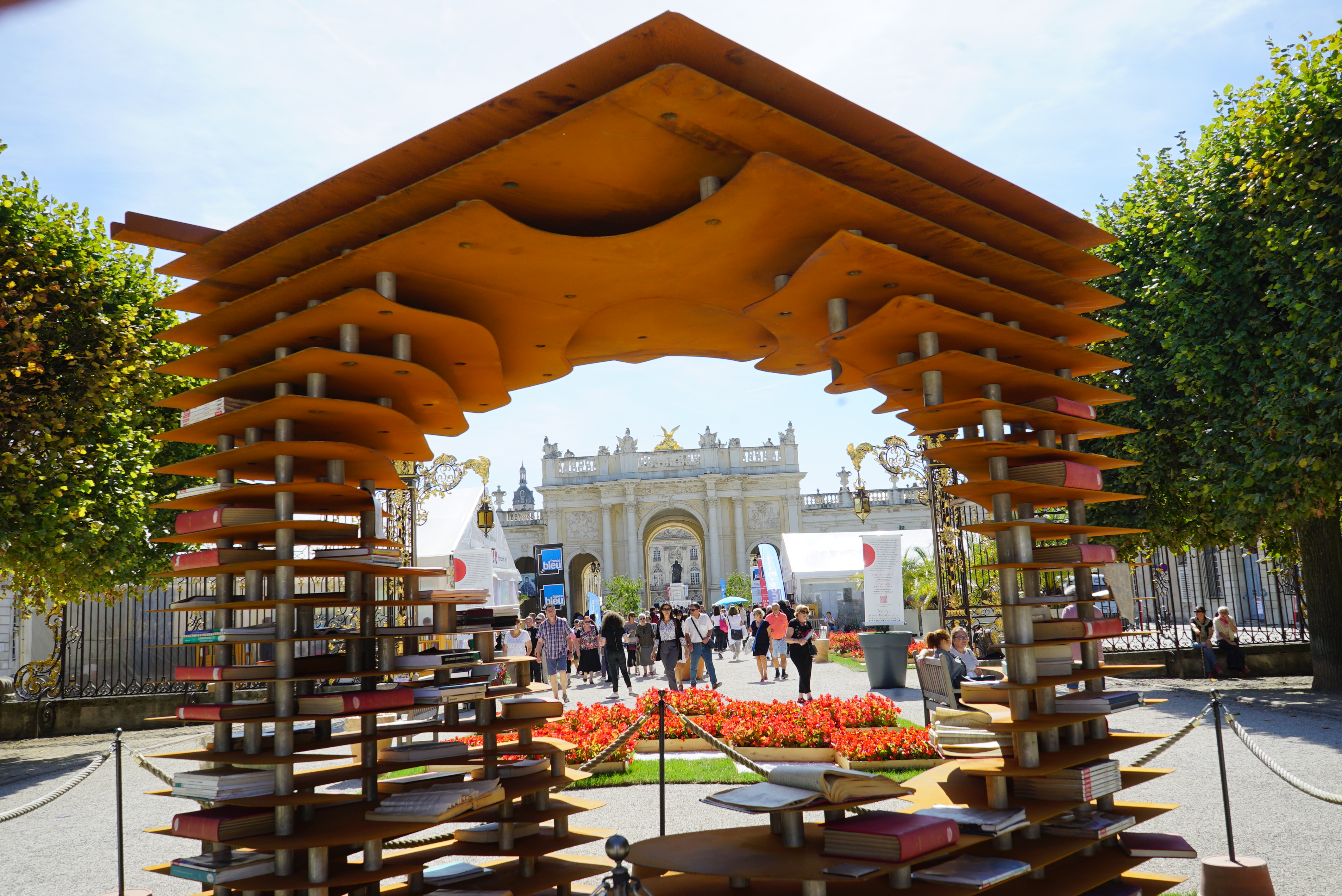
La place de la Carrière investie (édition 2018).

À l'origine, il s'agissait d'une manifestation locale, puis la mairie a souhaité s'investir dans le projet et lui a donné davantage d'ampleur.
Depuis sa création en 1979, les académiciens Goncourt parrainent l'événement. En 1988, ils confient à la ville de Nancy leurs archives, composées de documents appartenant aux frères Goncourt, mais retraçant aussi la vie de l'Académie. Plusieurs académiciens ont depuis déposé leurs archives personnelles à Nancy. Depuis 1981, le Goncourt de la biographie est remis à Nancy pendant le salon.

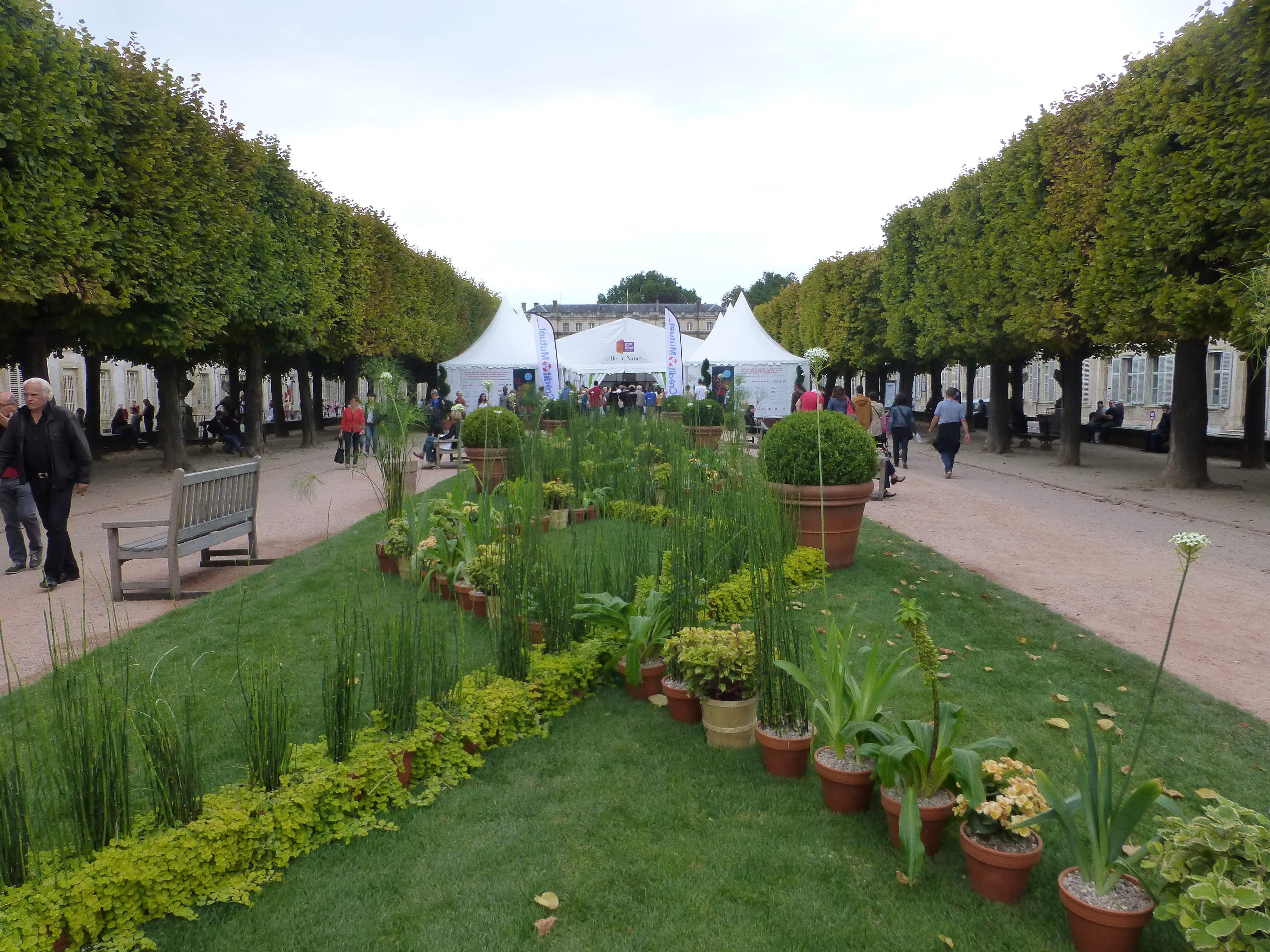
Accueil sur la place devant le chapiteau.

Initialement sous l'Arc Héré, puis sur la place Stanislas, le Livre sur la place a installé depuis 2004 son chapiteau place de la Carrière, dans le prolongement de la place Stanislas.
|    | Année | Dates              | Président                             |
| -- | ----- | ------------------ | ------------------------------------- |
| 1  | 1979  |                    |                                       |
| 2  | 1980  |                    |                                       |
| 3  | 1981  |                    |                                       |
| 4  | 1982  |                    | Jean d'Ormesson                       |
| 5  | 1983  | 21 au 24 septembre | Alain Decaux                          |
| 6  | 1984  | 19 au 22 septembre | Henri Noguères                        |
| 7  | 1985  | 18 au 21 septembre | Edgar Faure                           |
| 8  | 1986  | 17 au 20 septembre | François Léotard                      |
| 9  | 1987  | 23 au 26 septembre | Jean Malaurie                         |
| 10 | 1988  | 22 au 25 septembre | Jean-Noël Jeanneney                   |
| 11 | 1989  | 21 au 24 septembre | Élisabeth Badinter                    |
| 12 | 1990  | 20 au 23 septembre | Pierre Chaunu                         |
| 13 | 1991  | 19 au 22 septembre | Pierre Dumayet                        |
| 14 | 1992  | 17 au 20 septembre |                                       |
| 15 | 1993  | 16 au 19 septembre | Jacques Toubon                        |
| 16 | 1994  | 22 au 25 septembre | Jean Favier                           |
| 17 | 1995  | 21 au 24 septembre | Pierre Miquel                         |
| 18 | 1996  | 26 au 28 septembre | Michel Déon                           |
| 19 | 1997  | 25 au 28 septembre | Michel Serres                         |
| 20 | 1998  | 24 au 27 septembre | Joël de Rosnay                        |
| 21 | 1999  | 23 au 26 septembre | Jorge Semprún                         |
| 22 | 2000  | 21 au 24 septembre | Jean-Claude Carrière                  |
| 23 | 2001  | 20 au 23 septembre | Hector Banciotti                      |
| 24 | 2002  | 19 au 22 septembre | Jacques Chancel                       |
| 25 | 2003  | 18 au 21 septembre | Edmonde Charles-Roux                  |
| 26 | 2004  | 16 au 19 septembre | Boris Cyrulnik                        |
| 27 | 2005  | 15 au 18 septembre | Bernard Pivot                         |
| 28 | 2006  | 14 au 17 septembre | Mireille Darc                         |
| 29 | 2007  | 20 au 23 septembre | Yves Coppens                          |
| 30 | 2008  | 18 au 21 septembre | Daniel Pennac                         |
| 31 | 2009  | 18 au 20 septembre | Erik Orsenna                          |
| 32 | 2010  | 17 au 19 septembre | Max Gallo                             |
| 33 | 2011  | 16 au 18 septembre | Laure Adler                           |
| 34 | 2012  | 14 au 16 septembre | Amélie Nothomb                        |
| 35 | 2013  | 13 au 15 septembre | Hélène Carrère d'Encausse             |
| 36 | 2014  | 12 au 14 septembre | Dany Laferrière                       |
| 37 | 2015  | 11 au 13 septembre | Daniel Picouly                        |
| 38 | 2016  | 9 au 11 septembre  | Philippe Claudel                      |
| 39 | 2017  | 8 au 10 septembre  | Jean-Christophe Rufin                 |
| 40 | 2018  | 7 au 9 septembre   | Les 10 membres de l'Académie Goncourt |
| 41 | 2019  | 13 au 15 septembre | Laurent Gaudé                         |
| 42 | 2020  | 11 au 20 septembre | Leïla Slimani                         |
| 43 | 2021  | 10 au 12 septembre | Enki Bilal                            |
| 44 | 2022  | 9 au 11 septembre  | Didier Decoin                         |
| 45 | 2023  | 8 au 10 septembre  | Christiane Taubira                    |
| 46 | 2024  | 13 au 15 septembre | Edgar Morin                           |

## Prix littéraires
Le salon a été fondé avec le soutien de l'Académie Goncourt, qui y remet chaque année le Goncourt de la biographie, doté de 4 500 euros. Le Goncourt de la biographie est renommé en 2017 « Goncourt de la biographie Edmonde Charles-Roux » en hommage à cette dernière.
La Feuille d'Or de Nancy - Prix des médias récompense un auteur originaire de la région Lorraine (étendu à la région Grand Est en 2016) dont l'ouvrage va marquer nationalement la rentrée littéraire. Il peut aussi couronner l'auteur d'un ouvrage parlant de la Lorraine et paraissant à cette même période. 

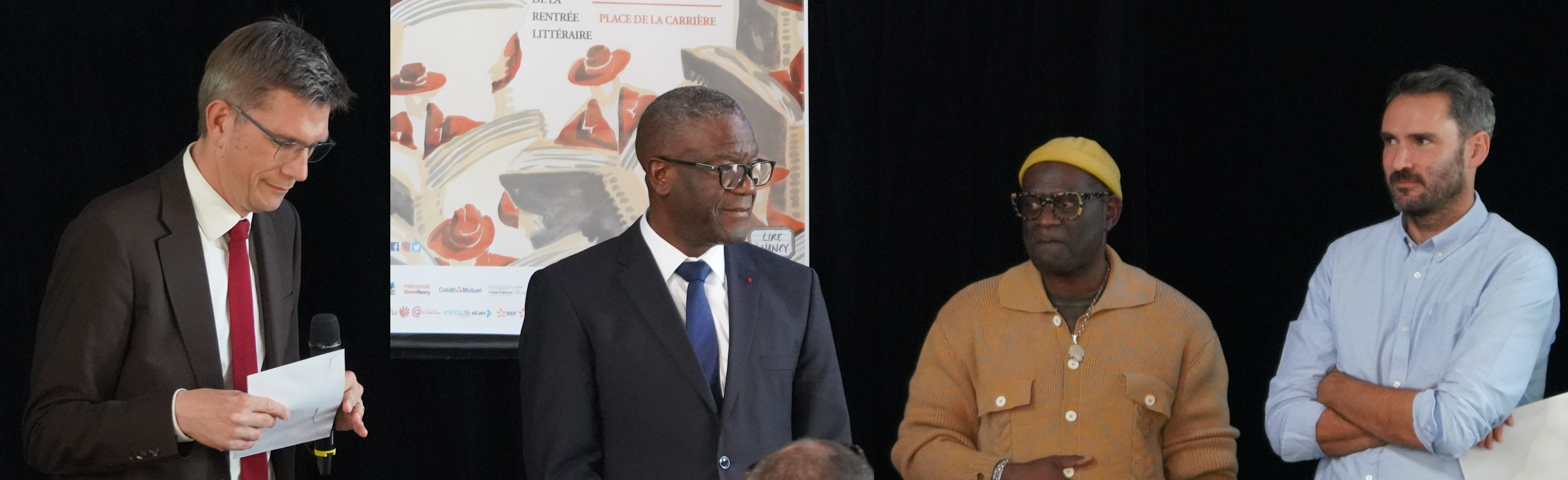
Prix Livre et Droits Humains, Mathieu Klein et Denis Mukwege, 2022.

Depuis 2002, un prix Livre et Droits de l'Homme est également décerné. Souhaitant valoriser l'importance des témoignages littéraires dans la défense et l'illustration des droits de l'homme, la ville de Nancy, représentée alors par son maire André Rossinot, avec Simone Veil à ses côtés, a doté ce prix national de 3 000 euros. Après une année blanche, il est renommé en 2021 "Prix Livre et Droits Humains".

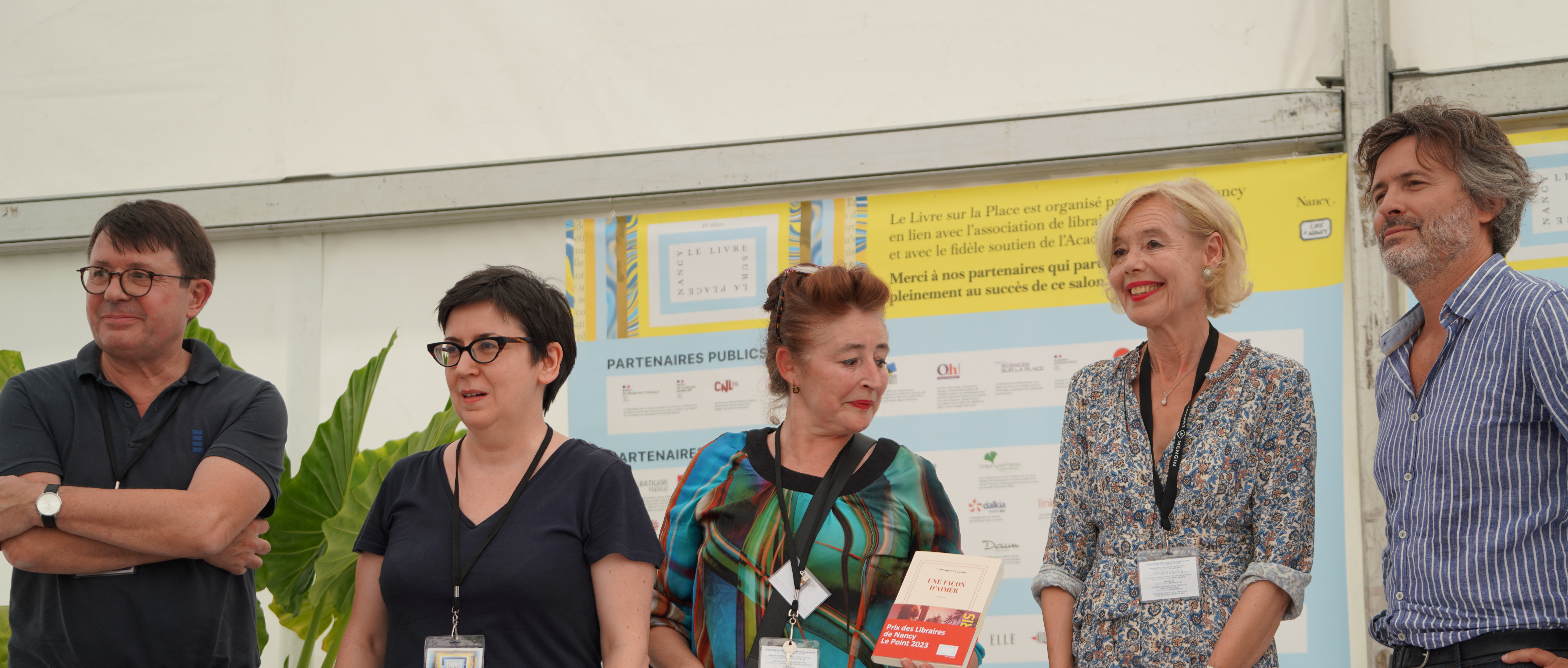
Prix des libraires de Nancy – Le Point remis à Dominique Barbéris.

Le prix des libraires de Nancy - Le Point désigne le coup de cœur de la rentrée littéraire des libraires de Nancy et des journalistes du magazine Le Point. Créé en 2008 sous la houlette du directeur adjoint Christophe Ono-dit-Biot, il a couronné trois ans de suite en 2013, 2014 et 2015 le même roman que le prix Goncourt quelques semaines plus tard.
Le prix Stanislas, attribué au meilleur premier roman de la rentrée littéraire, met en lumière son lauréat à travers une diffusion dans toutes les agences Groupama du Grand Est, encourageant ainsi sa pérennité au-delà de la rentrée. Créé en 2016, il est doté de 3 000 euros.

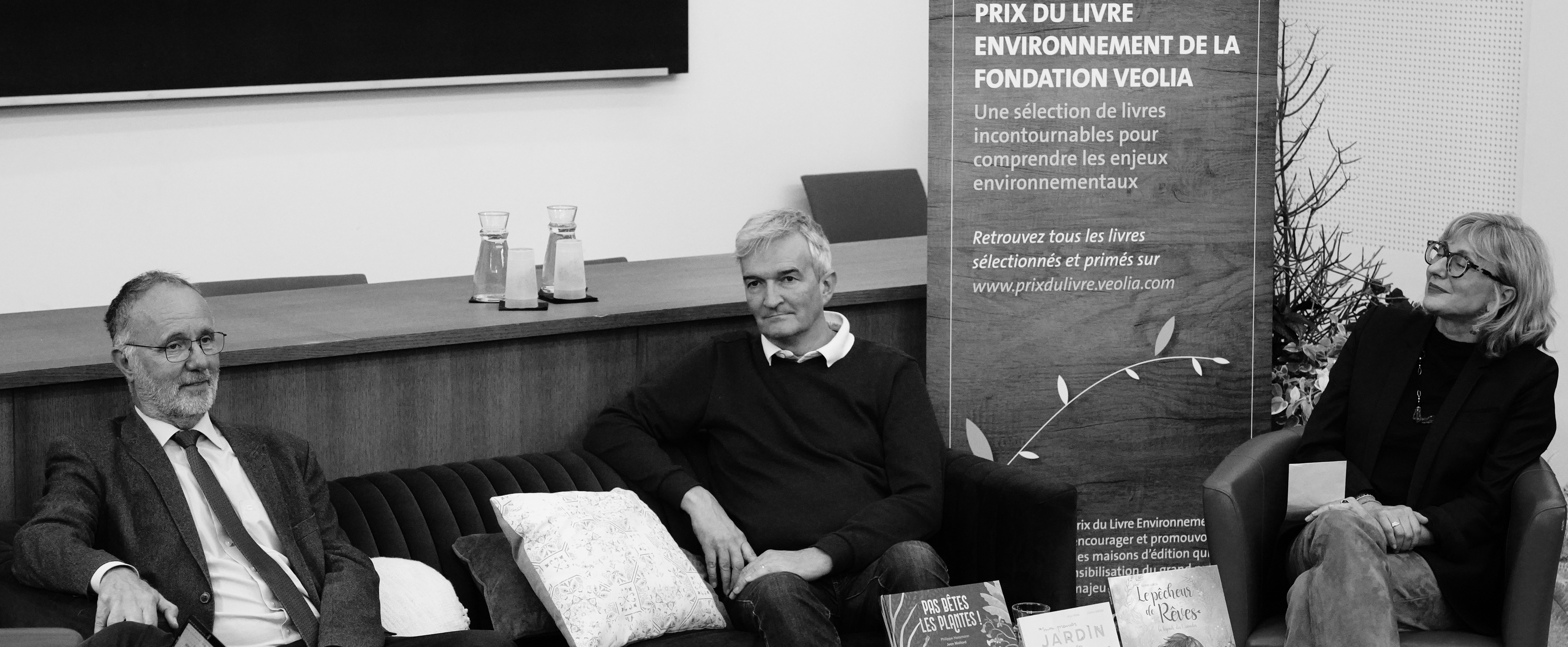
Bruno David, président du jury Prix du Livre Environnement - Veolia France en 2024.

La fondation Veolia Environnement a créé en 2006 le seul prix littéraire destiné à soutenir et encourager les écrivains et maisons d'édition qui concourent à la sensibilisation du grand public aux enjeux majeurs de la planète : le prix du Livre Environnement, doté de 5 000 euros (2 500 euros pour la mention Jeunesse). Seule reconnaissance littéraire liée aux enjeux de l'environnement, il privilégie l'originalité, la diversité des formes littéraires et des sujets abordés ainsi que la vocation pédagogique. 

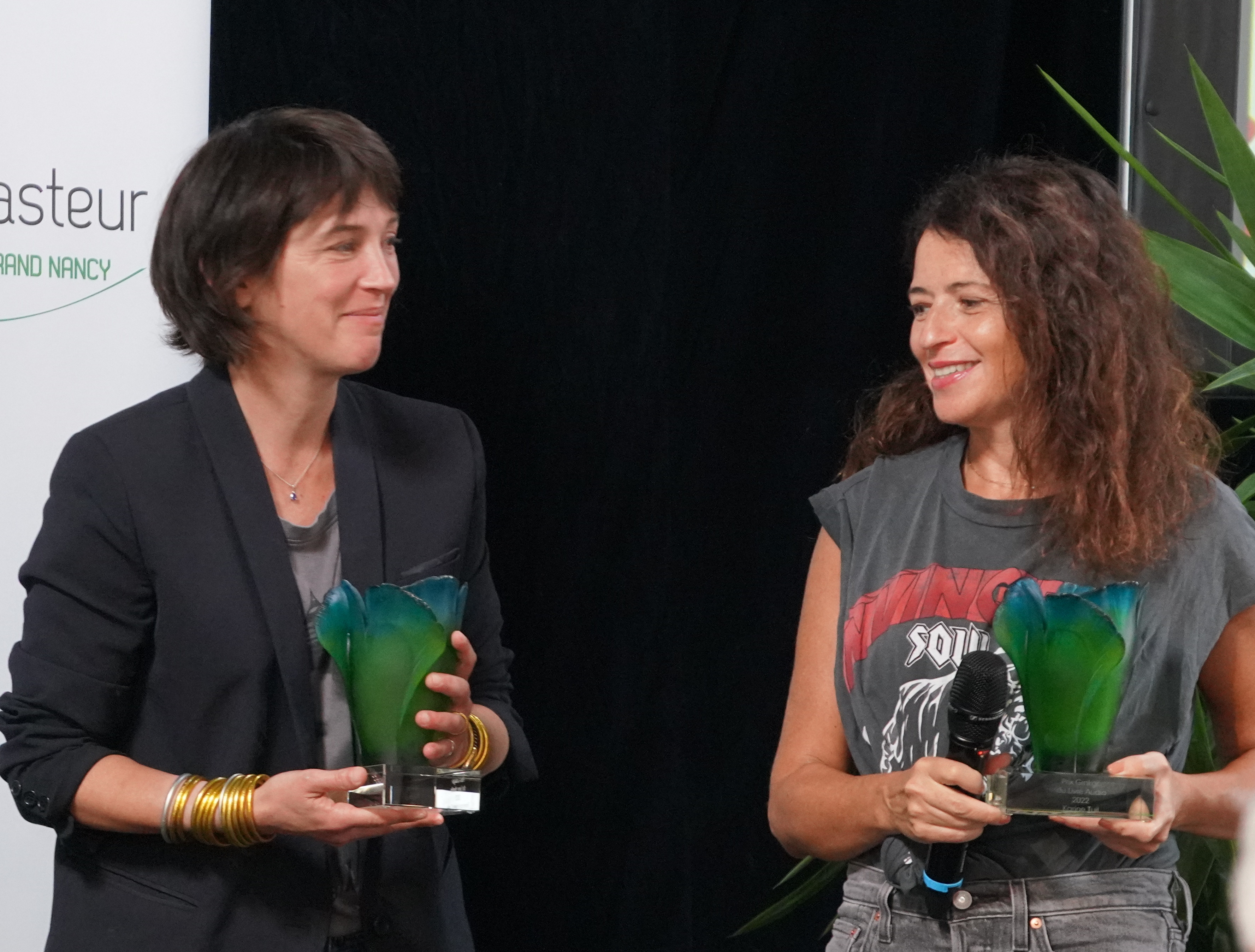
Prix du livre audio remis en 2022 à Karine Tuil et Florence Loiret Caille.

Lancé en 2020 par Marie-Madeleine Rigopoulos, commissaire générale du festival, et la Clinique Louis Pasteur Santé, le « Prix Ginkgo du livre audio », présidé par le comédien Thibault de Montalembert, récompense la version audio d’un roman français contemporain parue au cours du premier semestre de l’année en cours. Lecteur et auteur se voient remettre un trophée réalisé par la Maison Daum, et 300 exemplaires du livre audio lauréat sont achetés par la Clinique Louis Pasteur Santé.
Un prix des enfants : La Nouvelle de la classe. Le Livre sur la place et le Crédit mutuel et sa fondation pour la lecture avec le soutien du rectorat de l'Académie ont lancé en 2010 le concours régional pour les classes de CM1-CM2 qui allie lecture, écriture et imagination et se déroule tout au long de l'année scolaire. L'Académie française en est le jury et accueille la classe lauréate à Paris, quai de Conti, fin juin, pour une journée.

## Dans la ville
La manifestation investit de nombreux lieux de la ville, l'Opéra-Théâtre, le musée, l'Hôtel de ville de Nancy sur la place Stanislas ; le palais du Gouvernement, l'ancienne Bourse des marchands sur la place de la Carrière ou encore, et pour l’exemple l'Hôtel de préfecture de Meurthe-et-Moselle.

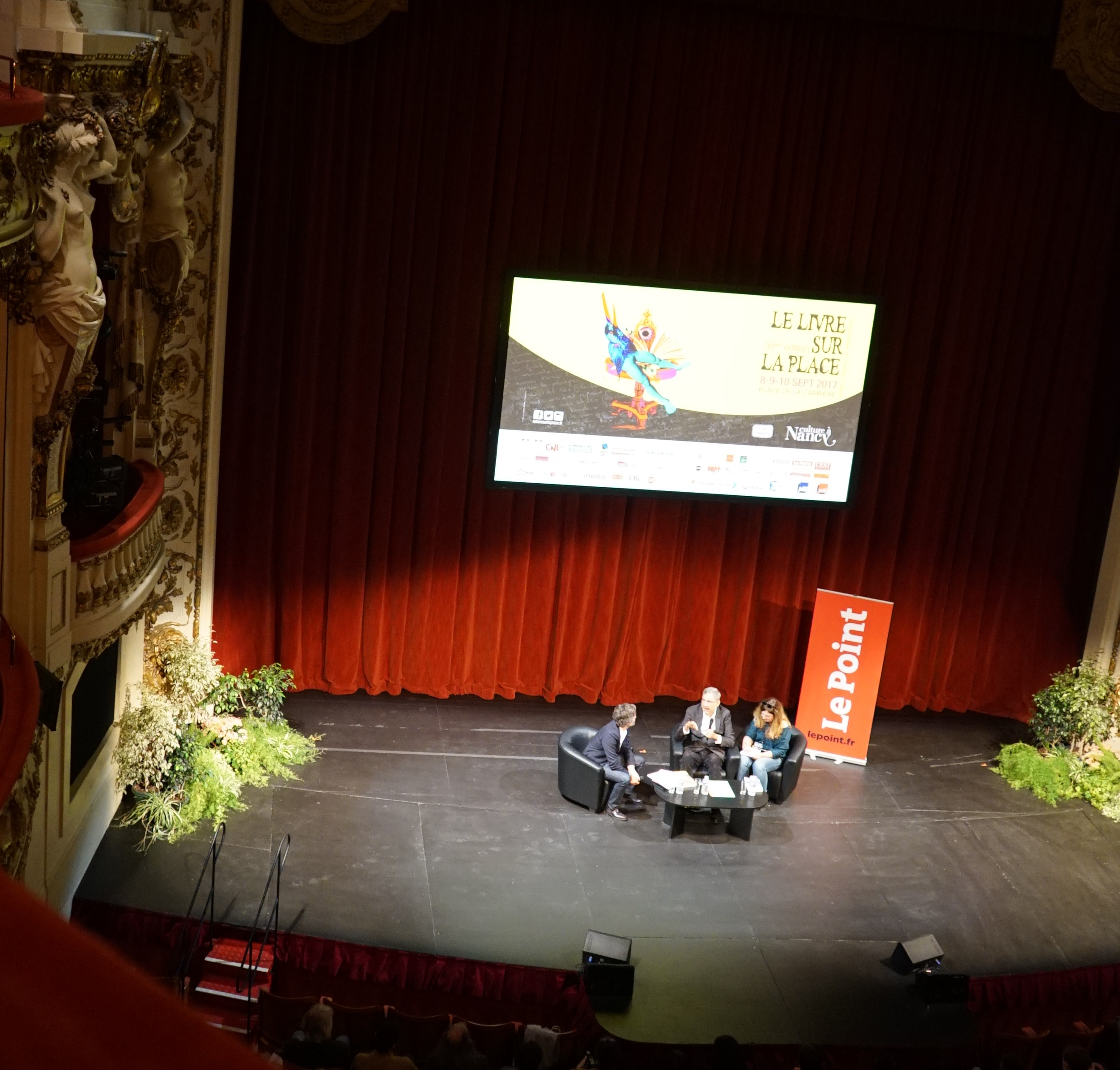
Orhan Pamuk en conférence à l'Opéra national de Lorraine.
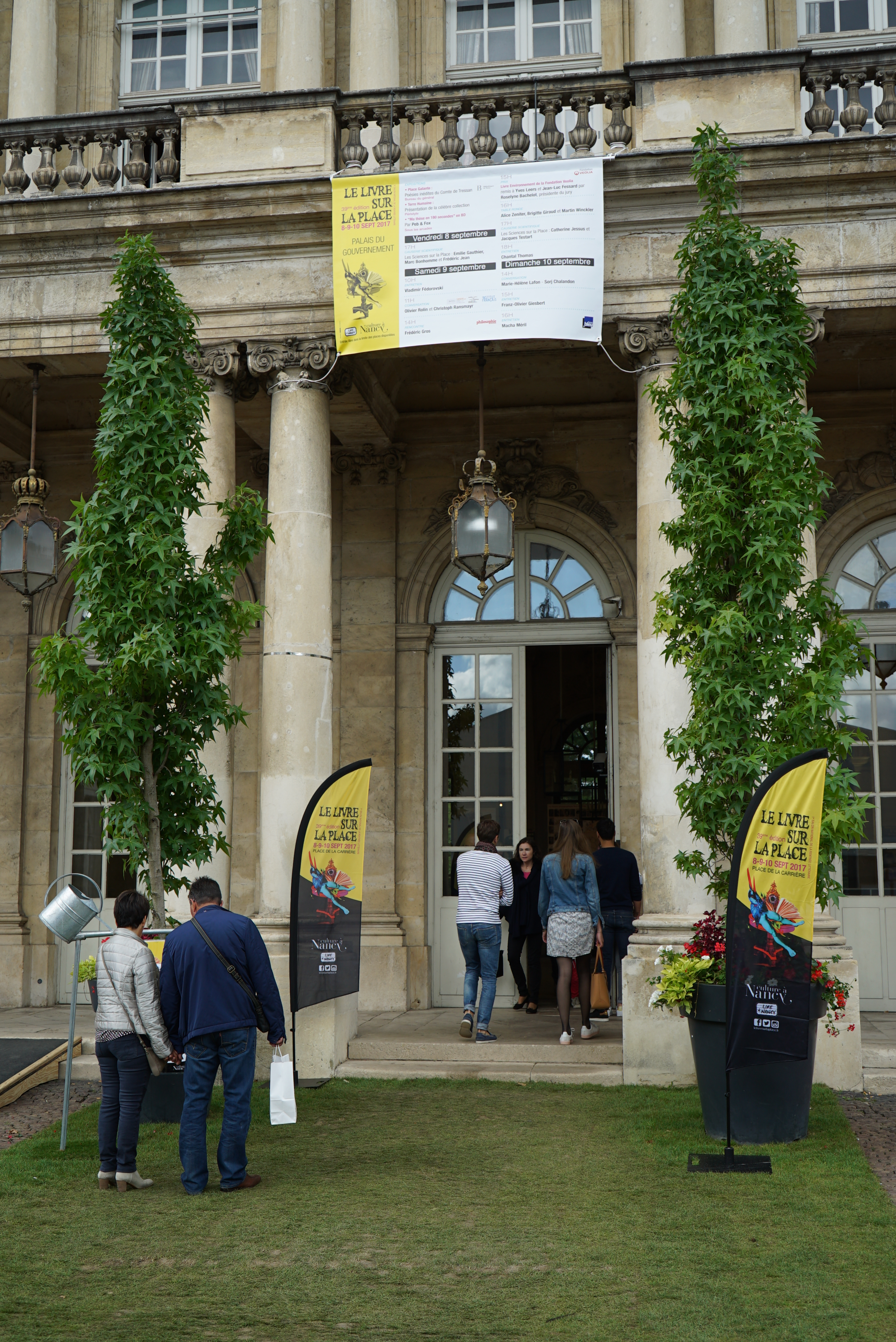
Dans le palais du gouverneur.
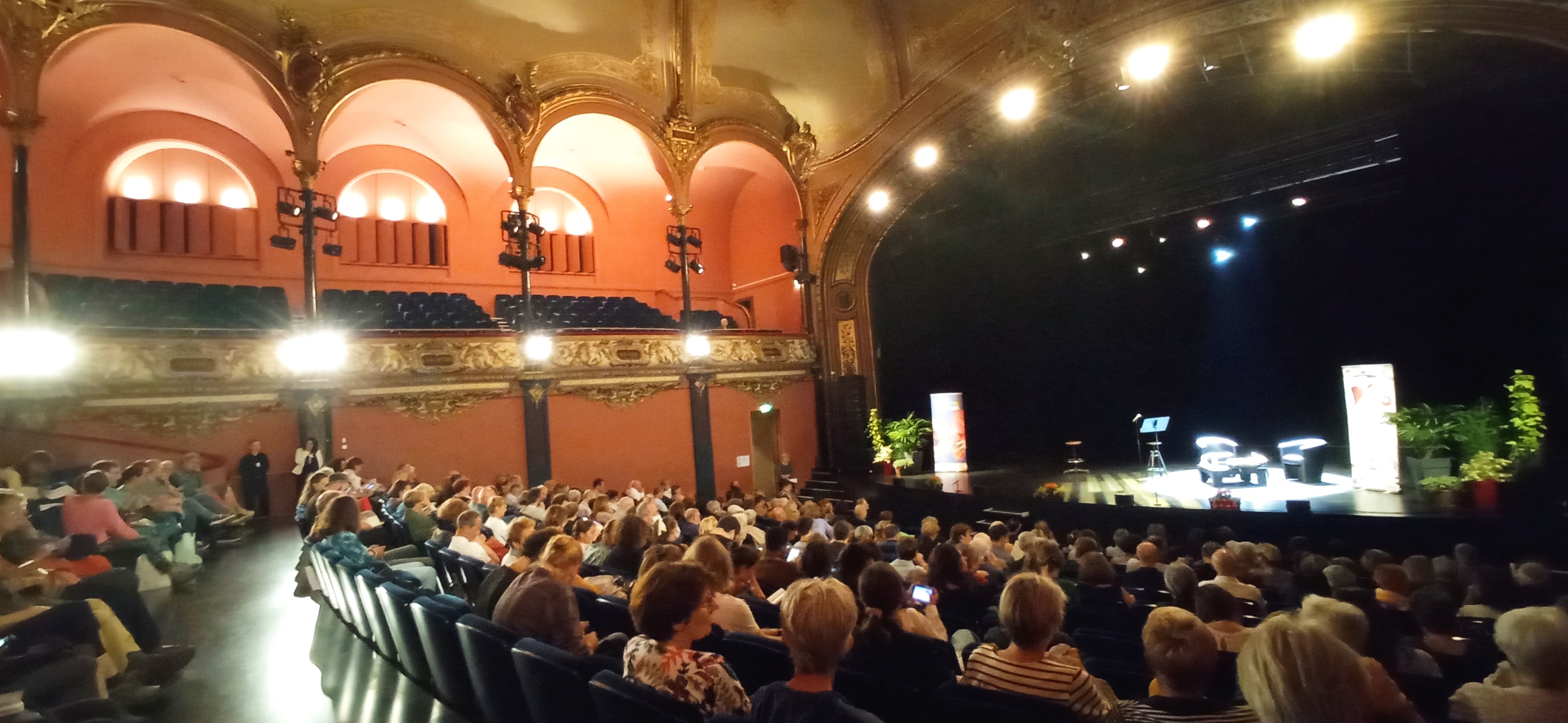
Dans la salle Poirel.
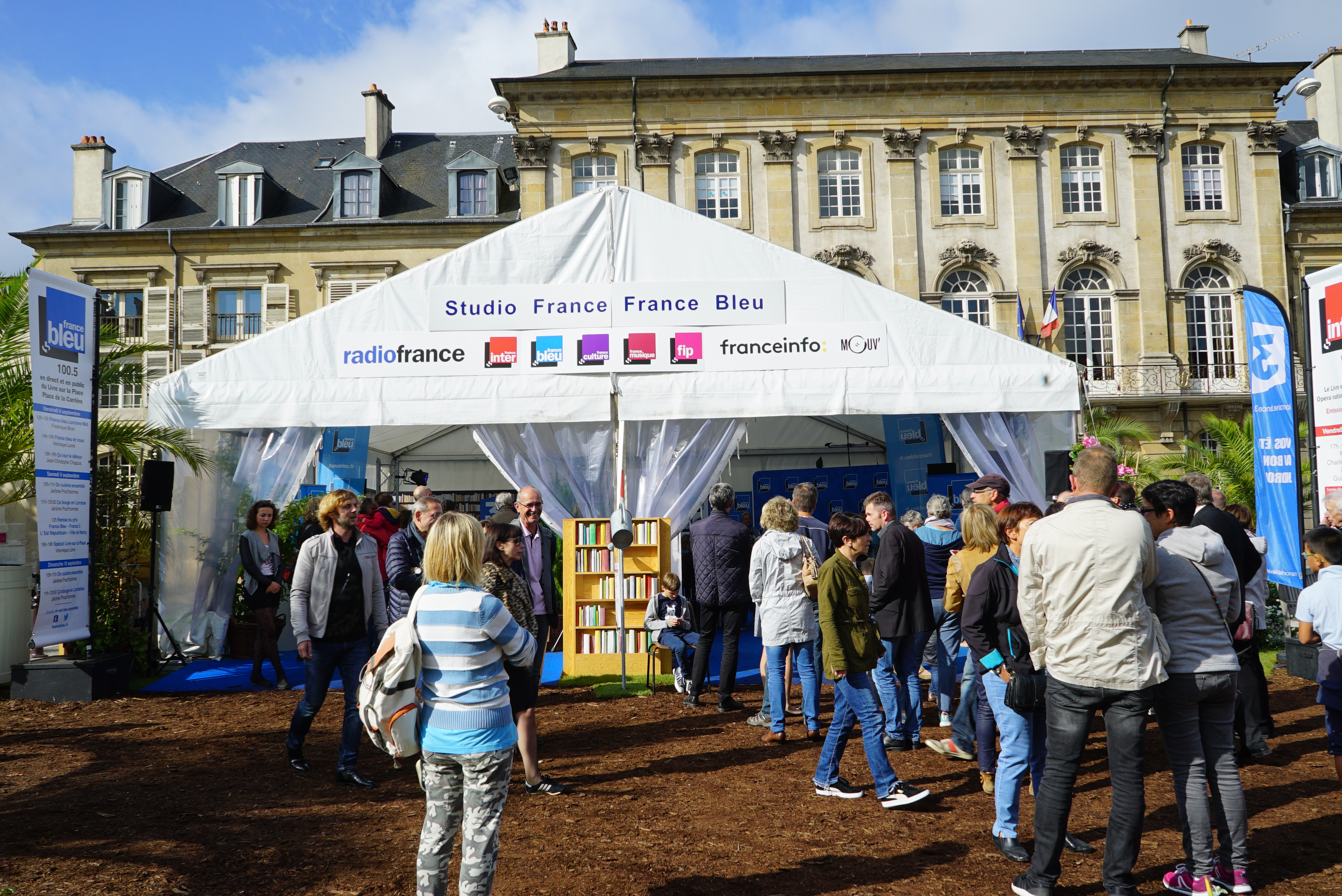
Médias nationaux en direct.
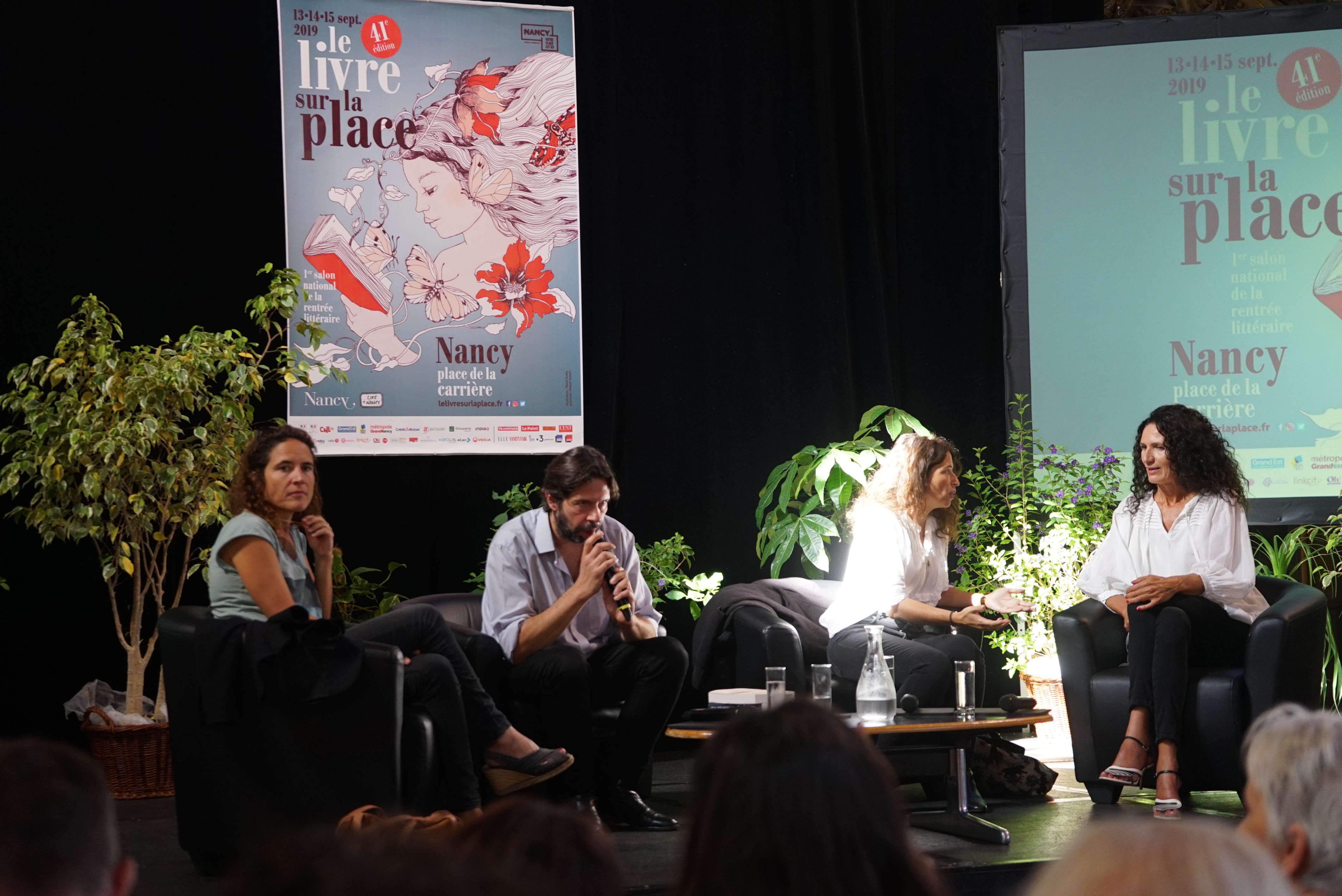
Dans l'hôtel de ville.